# Sint-Jan Berchmanscollege (Antwerpen)

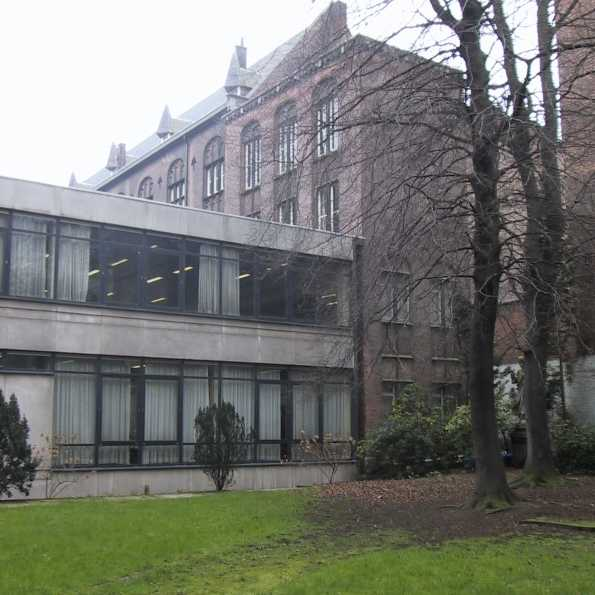

Het Sint-Jan Berchmanscollege is een katholieke school in het centrum van  Antwerpen, gelegen aan de Jodenstraat waar voor 1798 de Onze-Lieve-Vrouwebroederskerk stond. De school werd opgericht in 1889.
Het neogotisch gebouw werd ontworpen door Edmond Leclef. De bouw startte in 1890 en werd afgewerkt in 1891. Het beeldhouwwerk van het altaar van de kapel is van de hand van Napoleon Daems.
De school kreeg in 1909 een bezoek van koning Leopold II van België. Vijf jaar later, in de eerste maanden van de Eerste Wereldoorlog werden de grote zalen van het college gebruikt als oorlogsziekenhuis. Sinds 2004 is het schoolgebouw beschermd als een monument van onroerend erfgoed.
Honoré Van Waeyenbergh was er leerkracht en directeur, ook Jozef Smits gaf er les. Bekende oud-leerlingen waren onder meer Hendrik Marck, Bert Peeters, Reimond Mattheyssens, Xavier Wauters, Maximilien de Furstenberg, Alfons Matthysen, Bruno de Winter, Marcel Rademakers, Fernand Huts, Georges Loos, Robert Roosens, Jozef Muls, Albert Lacquet, Philippe Muyters, Walter Roland, Carl Huybrechts, Christophe Vekeman, Michael Pas, Tom Barman, Tom Van Grieken en Adil El Arbi.